# Deux sans barreur féminin aux Jeux olympiques d'été de 2008
 (mars 2025).
Si vous disposez d'ouvrages ou d'articles de référence ou si vous connaissez des sites web de qualité traitant du thème abordé ici, merci de compléter l'article en donnant les références utiles à sa vérifiabilité et en les liant à la section « Notes et références ».
Pour un article plus général, voir Aviron aux Jeux olympiques d'été de 2008.
Navigation
Athènes 2004 Londres 2012
L'épreuve féminine de deux sans barreur féminin aux Jeux olympiques de 2008 s'est déroulée du 9 au 16 août 2008 sur le parc aquatique olympique de Shunyi.

## Résultats

### Tour éliminatoire (09/08/2008)

#### 1ertouréliminatoire
| Rang | Pays             | Athlètes                         | Temps         |
| ---- | ---------------- | -------------------------------- | ------------- |
| 1    | Biélorussie      | Yuliya Bichyk et Natallia Helakh | 7 min 24 s 47 |
| 2    | Nouvelle-Zélande | Juliette Haigh et Nicola Coles   | 7 min 31 s 45 |
| 3    | Chine            | Wu You et Gao Yulan              | 7 min 32 s 50 |
| 4    | Australie        | Kim Crow et Sarah Cook           | 7 min 44 s 04 |
| 5    | Canada           | Zoe Hoskins et Sabrina Kolker    | BUW           |

#### 2etouréliminatoire
| Rang | Pays            | Athlètes                                 | Temps         |
| ---- | --------------- | ---------------------------------------- | ------------- |
| 1    | Roumanie        | Georgeta Andrunache et Viorica Susanu    | 7 min 22 s 69 |
| 2    | Allemagne       | Lenka Wech et Maren Derlien              | 7 min 28 s 66 |
| 3    | Grande-Bretagne | Louisa Reeve et Olivia Whitlam           | 7 min 29 s 88 |
| 4    | États-Unis      | Portia McGee et Anne Cumins              | 7 min 29 s 95 |
| 5    | France          | Inene Pascal-Pretre et Stéphanie Dechand | 7 min 42 s 92 |

### Repêchages (12/08/2008)

#### 1ertourrepêchage
| Rang | Pays             | Athlètes                                 | Temps         |
| ---- | ---------------- | ---------------------------------------- | ------------- |
| 1    | Nouvelle-Zélande | Juliette Haigh et Nicola Coles           | 7 min 32 s 64 |
| 2    | Grande-Bretagne  | Lenka Wech et Maren Derlien              | 7 min 34 s 54 |
| 3    | Australie        | Kim Crow et Sarah Cook                   | 7 min 38 s 48 |
| 4    | France           | Inene Pascal-Pretre et Stéphanie Dechand | 7 min 41 s 87 |

#### 2etourrepêchage
| Rang | Pays       | Athlètes                      | Temps         |
| ---- | ---------- | ----------------------------- | ------------- |
| 1    | Chine      | Wu You et Gao Yulan           | 7 min 23 s 71 |
| 2    | Allemagne  | Lenka Wech et Maren Derlien   | 7 min 27 s 02 |
| 3    | États-Unis | Portia McGee et Anne Cumins   | 7 min 32 s 26 |
| 4    | Canada     | Zoe Hoskins et Sabrina Kolker | 7 min 40 s 22 |

### Finale (16/08/2008)
| Rang | Pays             | Athlètes                              | Temps         |
| ---- | ---------------- | ------------------------------------- | ------------- |
| 1    | Roumanie         | Georgeta Andrunache et Viorica Susanu | 7 min 20 s 60 |
| 2    | Chine            | Wu You et Gao Yulan                   | 7 min 22 s 28 |
| 3    | Biélorussie      | Yuliya Bichyk et Natallia Helakh      | 7 min 22 s 91 |
| 4    | Allemagne        | Lenka Wech et Maren Derlien           | 7 min 25 s 73 |
| 5    | Nouvelle-Zélande | Juliette Haigh et Nicola Coles        | 7 min 28 s 80 |
| 6    | Grande-Bretagne  | Lenka Wech et Maren Derlien           | 7 min 33 s 61 |

## Note
- Cet article est partiellement ou en totalité issu de l'article intitulé « Résultats détaillés des épreuves d'aviron aux Jeux olympiques d'été de 2008 » (voir la liste des auteurs).